# Palazzo Garretto
Il Palazzo Garretto è un palazzo storico di Catania, situato nella centrale Via Santa Maddalena. Venne progettato nel 1935 circa dall'architetto Carmelo Aloisi (1894-1970), coniugando lo stile Art déco nell'ambito generale dell'architettura razionalista del ventennio fascista.
Nel palazzo Garretto troviamo lo stesso schema compositivo del prospetto del Cinema Odeon, altro progetto dell'architetto Aloisi realizzato sempre negli anni trenta. In particolare confrontando le due facciate notiamo che nei lati del riquadro centrale, su cui sono disposte in simmetria le coppie delle aperture, si allungano le due strette quinte verticali, marcate dalle lesene scure a bugne, aperte come i denti di una cerniera, per dar posto ai balconcini sovrapposti. Inoltre nell'ampia incorniciatura dell'ingresso i motivi Art déco (e qualche segnale era già sulla facciata del Cinema Odeon) appaiono "lisciati" da '900. Alla sommità, i soliti graziosissimi "palchetti", sormontati dall'arco colorato a mattoni, chiudono con una nota di vivacità la moderata partitura decorativa.